# Émile Zola
Émile Édouard Charles Antoine Zola (2 tháng 4 năm 1840 - 29 tháng 9 năm 1902), thường được biết đến với tên Émile Zola, là một nhà văn nổi tiếng của văn học Pháp trong thế kỉ 19, người được coi là nhà văn tiên phong của chủ nghĩa tự nhiên (naturalism). Bên cạnh những tiểu thuyết nổi tiếng, Zola còn được biết tới như là một trong những nhân vật quan trọng dẫn tới việc xét xử lại Vụ Dreyfus.

## Tiểu sử
Émile Zola sinh ngày 2 tháng 4 năm 1840 tại Paris. Émile là con trai duy nhất của ông Francesco Zola và bà Émilie Aubert. Ông Francesco (7 tháng 8 năm 1796 - 27 tháng 3 năm 1847) là một kỹ sư người Ý làm việc tại Aix-en-Provence còn bà Émilie (6 tháng 2 năm 1819 – 17 tháng 10 năm 1880) là một phụ nữ quê ở Beauce thuộc miền Trung nước Pháp. Từ năm 1843 gia đình nhà Zola chuyển về sống tại Aix-en-Provence và 4 năm sau thì ông Francesco qua đời, để lại vợ và con trong hoàn cảnh rất khó khăn về tài chính.
Trong thời gian học tập ở Aix, Émile Zola là bạn học của Paul Cézanne, người sau này đã giới thiệu Zola với nhiều họa sĩ nổi tiếng như Claude Monet, Alfred Sisley, Camille Pissarro và Édouard Manet. Tháng 3 năm 1858 Émile vào học tại trường dự bị đại học nổi tiếng Lycée Saint-Louis ở Paris, tuy vậy năm 1859 ông đã thi trượt bằng Baccalauréat (bằng tú tài Pháp) tới hai lần.
Không muốn trở thành gánh nặng cho mẹ, Émile Zola bỏ học và bắt đầu tìm kiếm việc làm. Năm 1862 sau khi được nhập quốc tịch Pháp, Zola hành nghề gói sách cho nhà xuất bản Hachette với lương 100 franc một tháng. Ông làm việc tại đây cho đến năm 1866 thì bắt đầu đến với nghề phóng viên.

## Sự nghiệp

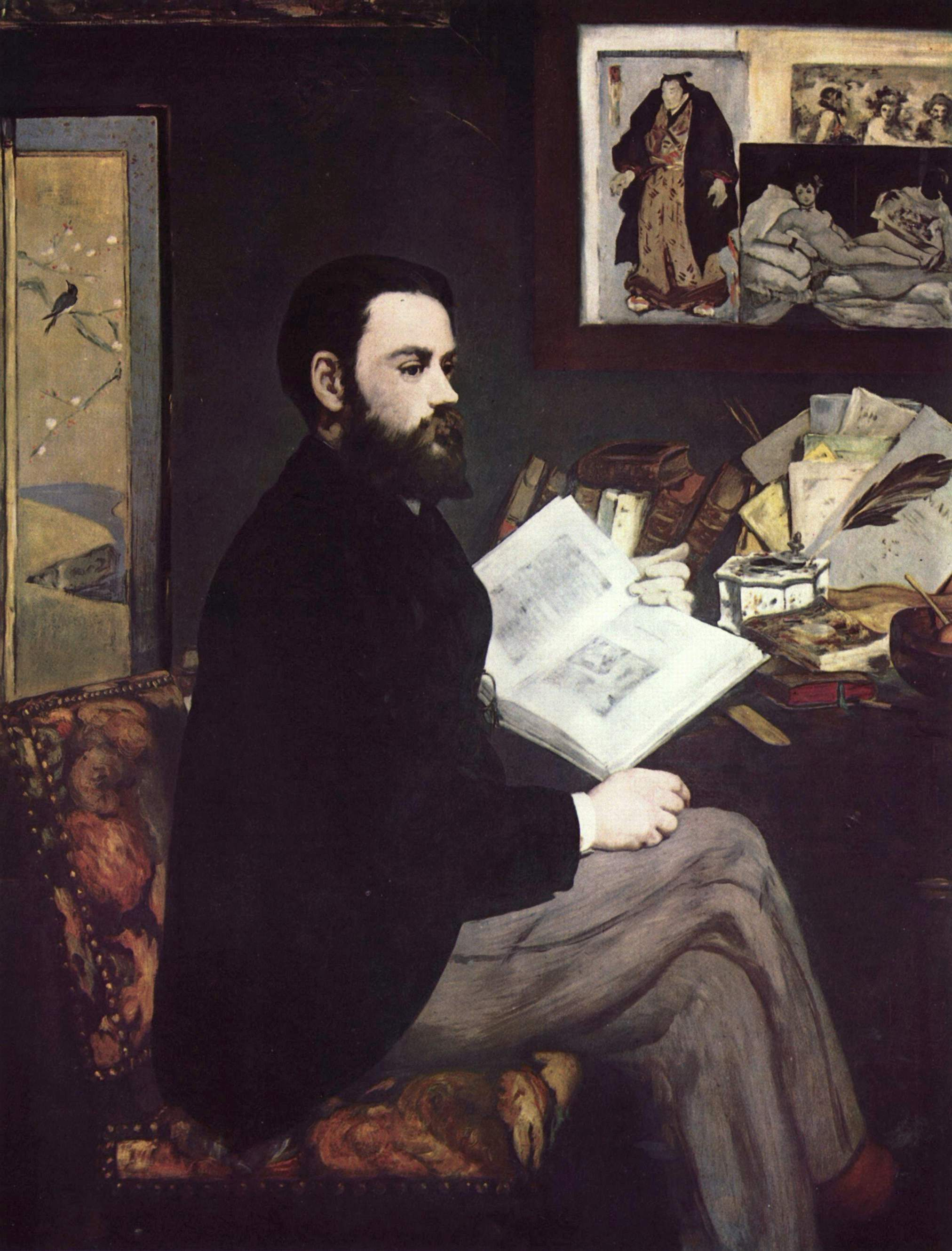
Chân dung Émile Zola do Édouard Manet vẽ năm 1868

### Sự nghiệp báo chí
Từ năm 1863, Zola bắt đầu cộng tác với các chuyên mục văn học của nhiều báo khác nhau, đến năm 1866 thì ông bỏ công việc ở Hachette để trở thành phóng viên chính thức cho tờ L'Événement chuyên về văn học và nghệ thuật. Nhờ công việc này Zola bắt đầu làm quen với nhiều nghệ sĩ lớn như các họa sĩ tên tuổi Édouard Manet, Camille Pissarro hay anh em Edmond và Jules de Goncourt. Bên cạnh L'Événement, Émile Zola còn viết bài cho các báo L'Illustration, Le Figaro, Globe, Gaulois và Libre Pensée.

### Sự nghiệp văn học
Là một người hâm mộ Balzac, đặc biệt là bộ tiểu thuyết Tấn trò đời (La Comédie humaine), từ năm 1868 Zola bắt đầu lập đề cương sáng tác một bộ tiểu thuyết đồ sộ tương tự Tấn trò đời, bộ tiểu thuyết này sau đó lên tới 20 quyển và được lấy tên là Les Rougon-Macquart với chú thích "lịch sử tự nhiên và xã hội của một gia đình trong Đế Chế Thứ Hai". Zola đã giành 25 năm để hoàn thành Les Rougon-Macquart, bộ tiểu thuyết chỉ được hoàn thành vào năm 1893.
Năm 1870 Zola cưới Alexandrine Méley tuy vậy hai người chưa bao giờ có con chung. Cùng năm này ông được mời làm thư ký cho nghị sĩ cánh tả Alexandre Glais-Bizoin. Năm 1873, Émile bắt đầu liên hệ với các nhà văn lớn như Gustave Flaubert, Alphonse Daudet. Zola trở thành người đi đầu cho trào lưu văn học theo chủ nghĩa tự nhiên (naturalisme), ông cùng với Joris-Karl Huysmans, Paul Alexis, Léon Hennique, Guy de Maupassant đã cho xuất bản tập sách Les Soirées de Médan. Năm 1888 ông bắt đầu đi lại với bà Jeanne Rozerot, người đã sinh cho nhà văn hai đứa con.
Sau Les Rougon-Macquart, Zola bắt đầu viết bộ tiểu thuyết mới, Ba thành phố (Les Trois Villes) bao gồm các tiểu thuyết Lourdes (1894), Rome (1895) và Paris (1898). Bộ ba tiểu thuyết kể về cuộc phiêu lưu của Pierre Froment, người chứng kiến sự đối nghịch giữa khoa học và thuyết duy linh ở cuối thế kỉ 19 khi là con trai của một nhà khoa học và một bà vợ sùng đạo. Sau Ba thành phố là Bốn chân lý (Les Quatre Évangiles) gồm Fécondité (1899), Travail (1900), Vérité (1902) và cuốn tiểu thuyết chưa kịp hoàn thành Justice.

## Vai trò trong Vụ Dreyfus

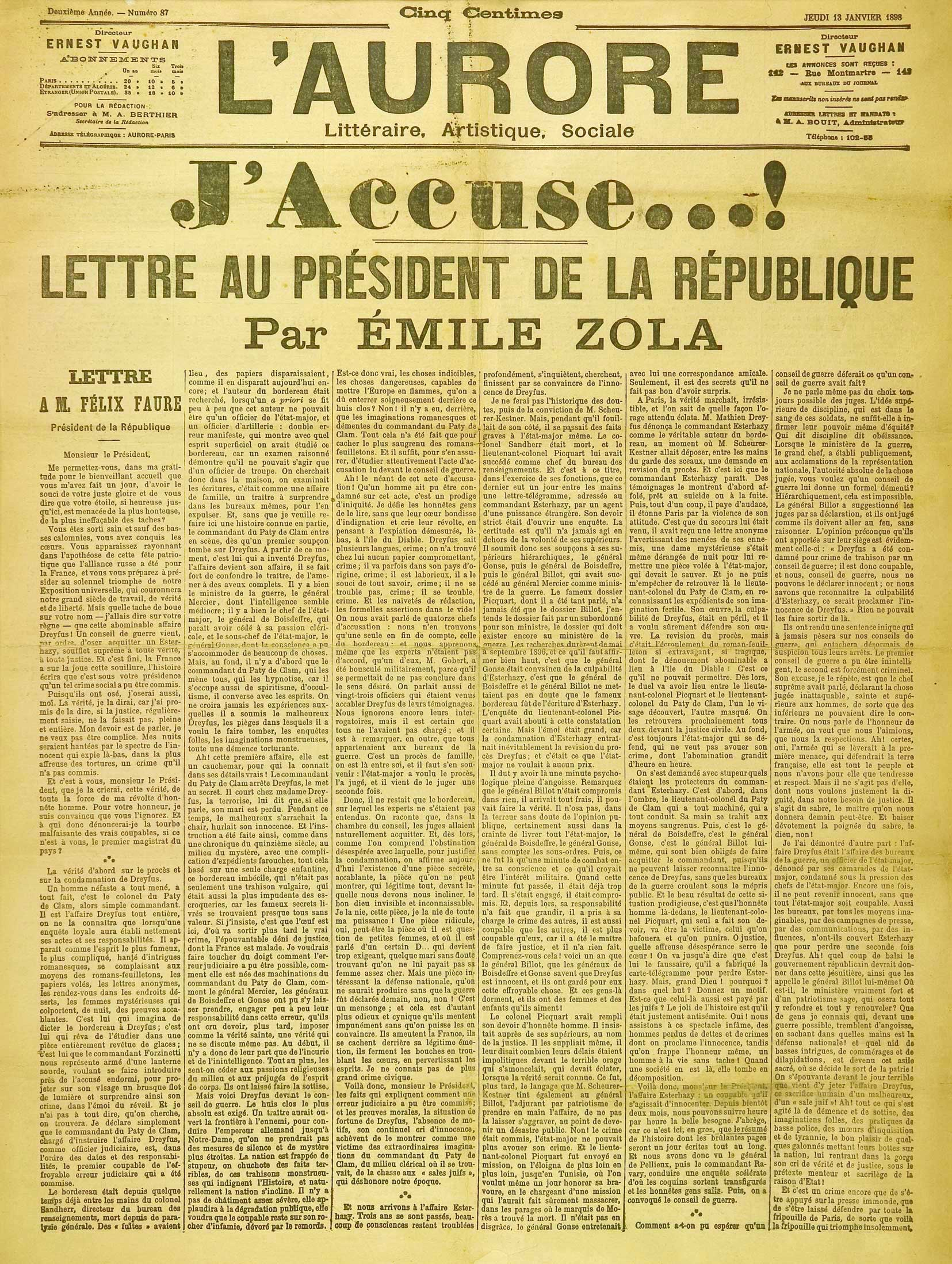
Tôi kết tội (J'accuse), bài trên báo L'Aurore số ra ngày 13 tháng 1 năm 1898

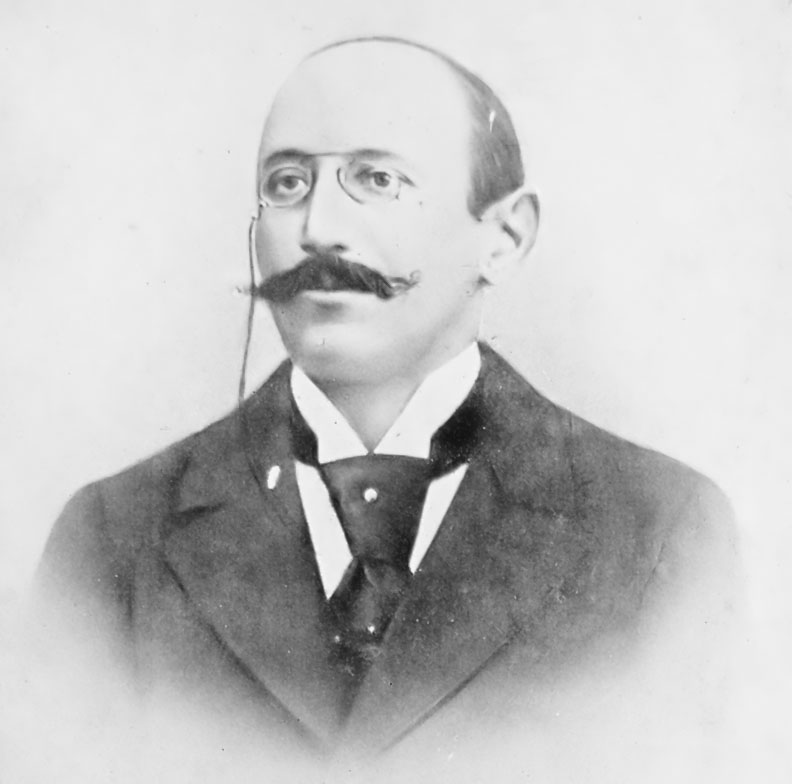
Alfred Dreyfus
(1859 – 12/6/1935)

Trở thành một nhà văn giàu có và nổi tiếng, Émile Zola vẫn không ngần ngại dính líu vào Vụ Dreyfus khi ông tin vào sự trong sạch của viên đại tá gốc Do Thái Alfred Dreyfus. Đây là một vụ bê bối làm chấn động nền chính trị và xã hội Pháp cuối thế kỉ 19 khi sĩ quan gốc Do Thái Dreyfus bị kết tội làm gián điệp cho người Phổ trong một vụ án cho thấy rõ sự phân biệt đối xử của nước Pháp với những người Do Thái. Émile Zola không tham gia phản đối việc bắt giữ Dreyfus năm 1894, tuy vậy từ năm 1895 ông bắt đầu phẫn nộ trước làn sóng bài Do Thái ở nước Pháp, đặc biệt là trước những bài viết của Édouard Drumont trong tập tiểu luận chống Do Thái La France juive và báo La Libre Parole. Ngày 16 tháng 5 năm 1896, Émile Zola viết bài báo Pour les juifs (Vì người Do Thái) trên tờ Le Figaro để biểu lộ sự phản đối cuộc vận động chống Do Thái do Drumont đứng đầu và đặt câu hỏi về danh dự của nước Pháp trong vụ án này.
Việc Émile Zola tham gia Vụ Dreyfus, vai trò của ông trên văn đàn Pháp, đặc biệt là vị trí thủ lĩnh của trào lưu chủ nghĩa tự nhiên, đã khiến những người ủng hộ Dreyfus như Auguste Scheurer-Kestner và Bernard Lazare tới đề nghị nhà văn trực tiếp tham gia vào việc minh oan cho viên sĩ quan gốc Do Thái. Ban đầu Zola có do dự nhưng đến tháng 9 năm 1897 thì ông đã viết cho vợ rằng mình đã đồng ý đích thân dính líu vào vụ bê bối này. Ngày 13 tháng 1 năm 1898, Émile Zola viết bài báo nổi tiếng Tôi kết tội (J'accuse) trên tờ L'Aurore của Georges Clemenceau, bài báo đã gây tiếng vang lớn và thúc đẩy quá trình xét xử lại vụ án. Vì bài báo này, Zola đã bị kết tội vu khống với mức án cao nhất cho tội này là 1 năm tù với số tiền phạt lên tới 7500 franc (do nhà văn Octave Mirbeau trả hộ). Để thoát khỏi án phạt, nhà văn buộc phải sống lưu vong ở Luân Đôn một năm, khi quay về Pháp ông đã viết thêm một loạt bài báo về Vụ án Dreyfus trên tờ La Vérité en marche.

## Qua đời và vinh danh

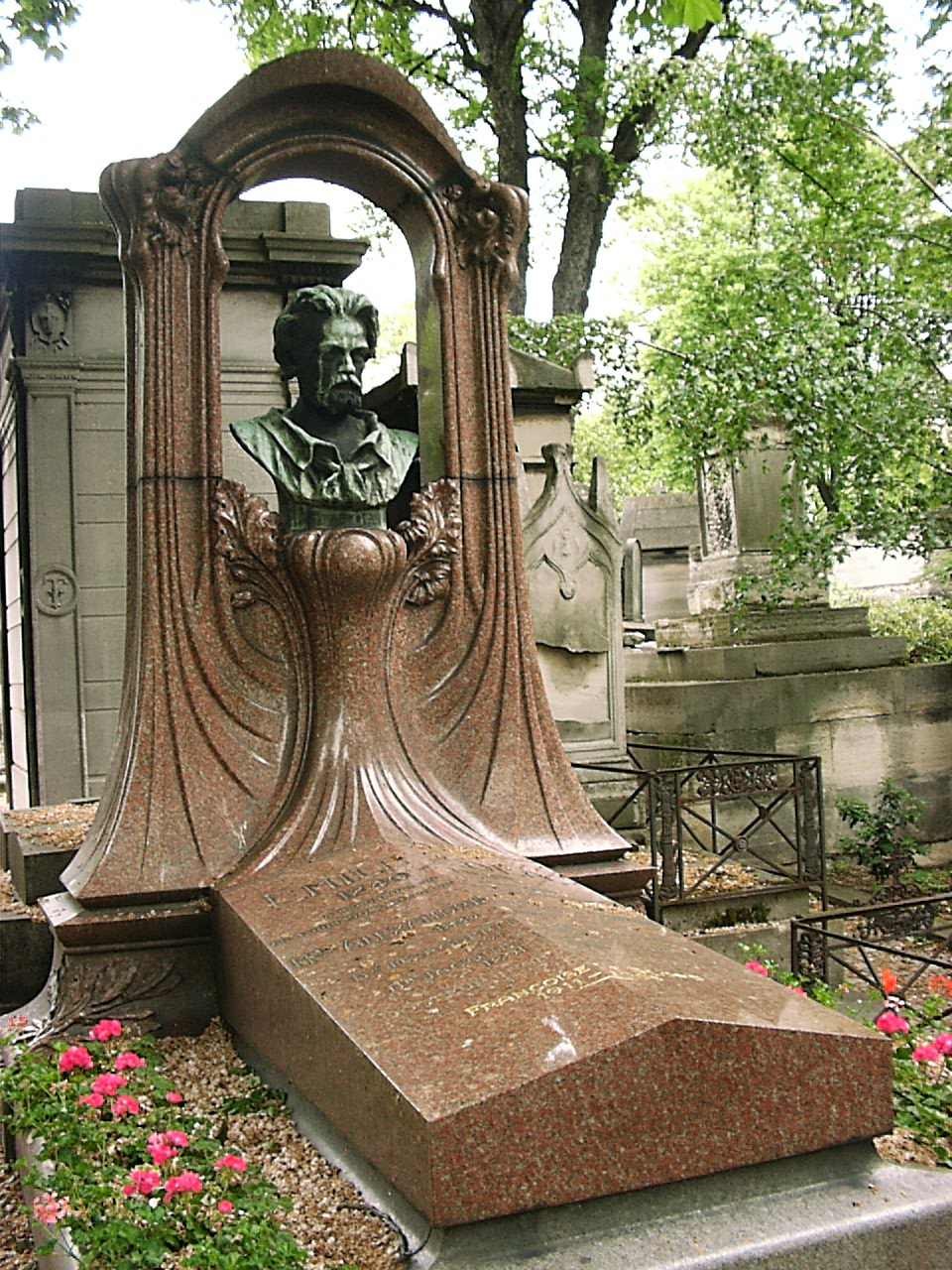
Mộ của Zola trên Nghĩa trang Montmartre, hài cốt của ông đã được chuyển vào Điện Panthéon Paris

Ngày 29 tháng 9 năm 1902, Émile Zola đột ngột qua đời vì bị ngạt ngay trong nhà của mình khi ống khói bị tắc. Cái chết của nhà văn lớn được coi là một tai nạn, tuy nhiên vì Zola có rất nhiều người thù ghét (đặc biệt là những người chống Dreyfus) nên giả thuyết của một vụ ám sát là không thể loại trừ. Vì vậy sau cái chết của Émile, một cuộc điều tra đã được tiến hành nhưng không dẫn đến một kết luận rõ ràng nào.
Mộ của Émile Zola được đặt tại Nghĩa trang Montmartre, trong điếu văn đọc ở lễ tang, nhà văn Anatole France đã ca ngợi Zola như là "lương tâm của nhân loại" (Il fut un moment de la conscience humaine). 4 năm sau khi Zola qua đời, Alfred Dreyfus được phục hồi danh dự. Ngày 4 tháng 6 năm 1908 di cốt của nhà văn được chuyển về Điện Panthéon Paris, nơi lưu giữ hài cốt những người Pháp vĩ đại. Từ năm 1985, ngôi nhà của Zola ở Médan (Yvelines) đã được chuyển thành bảo tàng.

## Tác phẩm

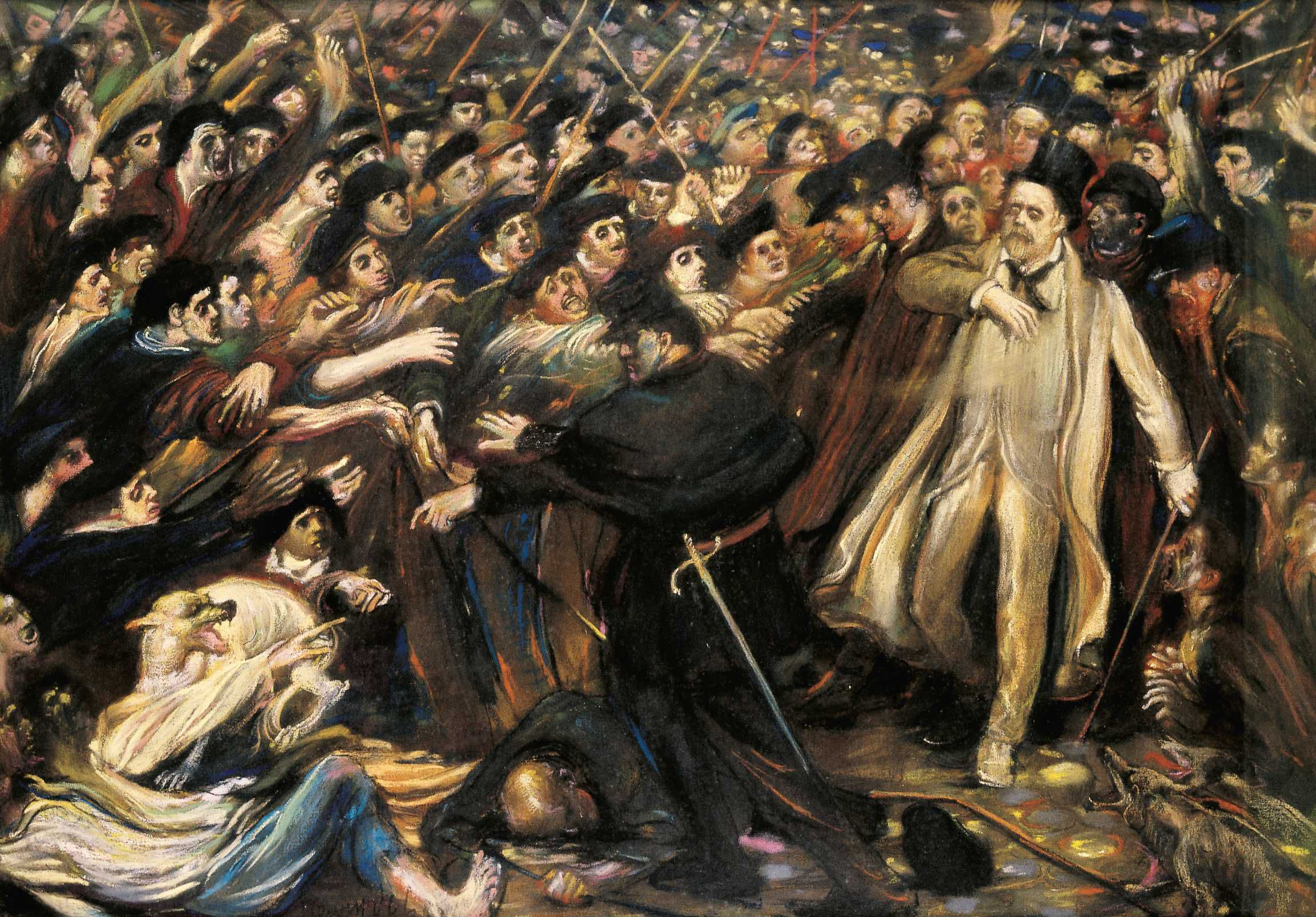
Zola bị lăng nhục (1898), tranh của Henry de Groux

### Văn xuôi
- Các tiểu thuyết và novella lẻ:

| Năm sáng tác | Tên tác phẩm               | Nhà xuất bản                            |
| ------------ | -------------------------- | --------------------------------------- |
| 1864         | Chuyển kể của Ninon        | J. Hetzel et A. Lacroix, Paris          |
| 1865         | Lời thú tội của Claude     | A. Lacroix, Verboeckhoven et Cie, Paris |
| 1866         | Le Vœu d'une morte         | A. Faure, Paris                         |
| 1867         | Les Mystères de Marseille  | A. Arnaud, Marseille                    |
| 1867         | Thérèse Raquin             | A. Lacroix, Verboeckhoven et Cie, Paris |
| 1868         | Madeleine Férat            | A. Lacroix, Verboeckhoven et Cie, Paris |
| 1880         | Les Soirées de Médan       | Charpentier, Paris                      |
| 1880         | Madame Sourdis             |                                         |
| 1882         | Le Capitaine Burle         | Charpentier, Paris                      |
| 1884         | Naïs Micoulin              | Charpentier, Paris                      |
| 1884         | La Mort d'Olivier Bécaille |                                         |

- Bộ tiểu thuyết Gia đình Rougon-Macquart:

| Năm sáng tác | Tên tác phẩm                                        | Nhà xuất bản                            |
| ------------ | --------------------------------------------------- | --------------------------------------- |
| 1871         | Tài sản của gia đình Rougon (La Fortune des Rougon) | A. Lacroix, Verboeckhoven et Cie, Paris |
| 1872         | La Curée                                            | A. Lacroix, Verboeckhoven et Cie, Paris |
| 1873         | Cái bụng Paris (Le Ventre de Paris)                 | Charpentier, Paris                      |
| 1874         | Chinh phục Plassans (La Conquête de Plassans)       | Charpentier, Paris                      |
| 1875         | La Faute de l'abbé Mouret                           | Charpentier, Paris                      |
| 1876         | Son Excellence Eugène Rougon                        | Charpentier, Paris                      |
| 1878         | Quán rượu (L'Assommoir)                             | Charpentier, Paris                      |
| 1878         | Một trang tình sử (Une page d'amour)                | Charpentier, Paris                      |
| 1880         | Nana                                                | Charpentier, Paris                      |
| 1882         | Pot-Bouille                                         | Charpentier, Paris                      |
| 1883         | Hiệu hạnh phúc các bà (Au Bonheur des Dames)        | Charpentier, Paris                      |
| 1883         | Sống vui                                            | Charpentier, Paris                      |
| 1885         | Thợ mỏ                                              | Charpentier, Paris                      |
| 1885         | L'Œuvre                                             | Charpentier, Paris                      |
| 1887         | Đất (La Terre)                                      | Charpentier, Paris                      |
| 1888         | Le Rêve                                             | Charpentier, Paris                      |
| 1890         | La Bête humaine                                     | Charpentier, Paris                      |
| 1891         | L'Argent                                            | Charpentier, Paris                      |
| 1892         | La Débâcle                                          | Charpentier et Fasquelle, Paris         |
| 1893         | Bác sĩ Pascal                                       | Charpentier et Fasquelle, Paris         |

- Bộ tiểu thuyết Ba thành phố (Trois villes):

| Năm sáng tác | Tên tác phẩm | Nhà xuất bản                    |
| ------------ | ------------ | ------------------------------- |
| 1894         | Lourdes      | Charpentier et Fasquelle, Paris |
| 1896         | Rome         | Charpentier et Fasquelle, Paris |
| 1898         | Paris        | Charpentier et Fasquelle, Paris |

- Bộ tiểu thuyết Bốn chân lý (Quatre Évangiles):

| Năm sáng tác | Tên tác phẩm | Nhà xuất bản     | Ghi chú                          |
| ------------ | ------------ | ---------------- | -------------------------------- |
| 1899         | Sinh sản     | Fasquelle, Paris |                                  |
| 1901         | Việc làm     | Fasquelle, Paris |                                  |
| 1903         | Sự thật      | Fasquelle, Paris | Xuất bản sau khi tác giả qua đời |
|              | Justice      |                  | Chưa hoàn thành                  |

- Kịch bản sân khấu

| Năm sáng tác | Tên tác phẩm            | Nhà xuất bản       | Ghi chú              |
| ------------ | ----------------------- | ------------------ | -------------------- |
| 1873         | Thérèse Raquin          | Charpentier, Paris | Bi kịch 4 hồi        |
| 1874         | Les Héritiers Rabourdin | Charpentier, Paris | Hài kịch 3 hồi       |
| 1878         | Le Bouton de rose       |                    |                      |
| 1889         | Madeleine               |                    | Sáng tác từ năm 1865 |

### Thơ
| Năm sáng tác | Tên tác phẩm | Nhà xuất bản     |
| ------------ | ------------ | ---------------- |
| 1898         | Messidor     | Fasquelle, Paris |
| 1901         | L'ouragan    | Fasquelle, Paris |

### Phê bình
| Năm sáng tác | Tên tác phẩm                                                         | Nhà xuất bản              |
| ------------ | -------------------------------------------------------------------- | ------------------------- |
| 1866         | Mes haines, causeries littéraires et artistique                      | A. Faure, Paris           |
| 1866         | 'Mon Salon                                                           | Librairie centrale, Paris |
| 1867         | Édouard Manet, étude biographique et critique                        | E. Dentu, Paris           |
| 1879         | À propos de l'Assommoir (viết cùng Édouard Rod)                      |                           |
| 1880         | Tiểu thuyết thực nghiệm Le Roman expérimental                        | Charpentier, Paris        |
| 1881         | Nos auteurs dramatiques                                              | Charpentier, Paris        |
| 1881         | Những nhà tiểu thuyết tự nhiên chủ nghĩa Les Romanciers naturalistes | Charpentier, Paris        |
| 1881         | Le Naturalisme au théâtre, les théories et les exemple               | Charpentier, Paris        |
| 1881         | Documents littéraires                                                | Charpentier, Paris        |
| 1882         | Une campagne (1880-1881)                                             | Charpentier, Paris        |
| 1897         | Nouvelle campagne (1896)                                             | Fasquelle, Paris          |
| 1897         | Humanité, vérité, justice. L'affaire Dreyfus. Lettre à la jeunesse   | Fasquelle, Paris          |
| 1898         | Tôi kết tội (J'accuse)                                               | Báo L'Aurore              |
| 1899         | Bốn chân lý (Les Quatre Evangiles)                                   | Fasquelle, Paris          |
| 1901         | L'Affaire Dreyfus, la vérité en marche                               | Fasquelle, Paris          |